# Dialektische Aufhebung
Die dialektische Aufhebung ist ein zentraler Begriff der Philosophie G. W. F. Hegels. Er bezeichnet den Vorgang der Überwindung eines Widerspruchs, wobei die positiven, wertvollen Elemente erhalten und fortgeführt werden und die negativen entfallen.
Hegel sah in dem deutschen Wort Aufhebung den spekulativen Geist der Sprache, der in der Lage ist, gegensätzliche Bedeutungen in einem Wort zu vereinen. Er stellte die drei Momente der dialektischen Aufhebung folgendermaßen dar:
1. die Beendigung, Überwindung einer Entwicklungsstufe (Negation, „tollere“), z. B. Aufhebung eines Gesetzes, Erlasses.
2. das Erhalten ihrer zukunftsträchtigen Seiten (Aufbewahrung, „conservare“),
3. die Integration dieser Seiten in die höhere Stufe der Entwicklung, wodurch sie eine neue Funktion erlangen (Erhöhung, „elevare“)[1], i. S. v. etwas vom Boden aufheben.

Im Anschluss an Hegels Begriff der Aufhebung postulierte Friedrich Engels das Gesetz von der Negation der Negation. Aus materialistischer Sicht verlaufen nach diesem Gesetz evolutionäre Entwicklungen in der Gesellschaft ähnlich denen in der Natur. Das Verschwinden einer alten Qualität (einfache Negation) ist verbunden mit ihrem sich „Wiederfinden“ (der doppelten Negation) in der neuen Qualität. Für Karl Marx ist das Konzept der dialektischen Aufhebung von den Frühschriften, in denen er die Aufhebung der Philosophie durch deren Verwirklichung und die Verwirklichung der Philosophie durch deren Aufhebung proklamiert, bis zu den späteren Schriften von zentraler Bedeutung. Das Kapital ist in seinem Aufbau von Hegels Logik inspiriert, wenn nicht sogar von dessen Idee der Aufhebung, weil es mit Bezug auf die Arbeit als die alles begründende Wirklichkeit die Entäußerung der absoluten Idee aufhebt und verwirklicht. Aufhebung meint hier nicht mehr wie bei Hegel "innere Selbstbewegung" eines "Inhalts", sondern betont den Aspekt menschlicher Arbeit als Formung der Welt, wie er von Marx zuerst in seinen Thesen über Feuerbach formuliert wurde. 
Ein explizites Werk von Marx über die Dialektik der Aufhebung existiert jedoch nicht. Die Unterschiede zwischen materialistischer und hegelscher Dialektik versuchte u. a. Louis Althusser herauszuarbeiten. Verschiedene Aufsätze, die sich diesem Thema widmen, gehen von einer der wenigen Stellen aus, wo Marx sich explizit über seine Methode äußert: "Die Mystifikation, welche die Dialektik in Hegels Händen erleidet, verhindert in keiner Weise, daß er ihre allgemeinen Bewegungsformen zuerst in umfassender und bewußter Weise dargestellt hat. Sie steht bei ihm auf dem Kopf. Man muß sie umstülpen, um den rationellen Kern in der mystischen Hülle zu entdecken." Althusser vertritt die These, dass die marxsche Formulierung des Stellens "vom Kopf auf die Füße" zu Missverständnissen führte, da die marxsche Dialektik weit mehr ist als eine einfach umgedrehte hegelsche Dialektik.